# Rhinoptera marginata
Rhinoptera marginata är en rockeart som först beskrevs av Geoffroy Saint-Hilaire 1817.  Rhinoptera marginata ingår i släktet Rhinoptera och familjen örnrockor. IUCN kategoriserar arten globalt som nära hotad. Inga underarter finns listade i Catalogue of Life.